# Tesoros humanos vivos
Un Tesoro Humano Vivo es, según la Unesco, una persona que posee un alto grado de conocimiento y las habilidades requeridas para actuar o recrear elementos concretos del Patrimonio Cultural Inmaterial. Este título u otros similares son otorgados por el gobierno de un país a una persona que sea considerada como tesoro nacional mientras todavía está viva. El título es también conocido como Tesoro Nacional Vivo.

## Historia
En 1950, el gobierno de Japón comenzó a designar a ciertos individuos o grupos que encarnaban los valores culturales intangibles del país como tesoros humanos vivos. Esta denominación fue complementaria a la que nombraba a edificios o lugares de gran valor cultural e histórico como tesoros nacionales. Los tesoros humanos vivos se convirtieron por lo tanto en elegibles para la protección especial y el apoyo del gobierno. Algunas de las artesanías antiguas que fueron protegidas inicialmente fueron alfarería, música, papel hecho a mano, muñecas y las espadas tradicionales, pero se han ampliado para incluir también el canto, la danza, la cocina y otras categorías.
Varios países han seguido el ejemplo con sus propios programas oficiales de reconocimiento de los valores culturales intangibles y las personas que las representan, incluyendo a Francia, Filipinas, Rumania, Corea del Sur y Tailandia, entre otros.
En 1993, el gobierno de Corea del Sur propuso al Consejo Ejecutivo de la UNESCO el establecimiento de un programa codificado de «Tesoros Humanos Vivos» para todos los Estados miembros. El consejo ha adoptado una decisión y se invitó a los Estados miembros a establecer y promover sus propios sistemas nacionales. A través de su sección de Patrimonio cultural inmaterial de la Humanidad, la UNESCO presentó definiciones y directrices para apoyar tales programas de tesoros humanos vivos.

## Definiciones
Los Estados miembros, en la 32ª Conferencia General de la UNESCO realizada en octubre de 2003, acordaron la Convención para la Salvaguardia del Patrimonio Cultural Inmaterial. Las definiciones de lo que constituye un Tesoro Humano Vivo son:

(i) Los Tesoros Humanos Vivos son individuos que poseen en sumo grado los conocimientos y técnicas necesarias para interpretar o recrear determinados elementos del patrimonio cultural inmaterial.  
Corresponde a cada Estado Miembro escoger un título adecuado para designar a los depositarios de conocimientos y técnicas, siendo indicativo el título de “Tesoro Humano Vivo” propuesto por la UNESCO. Entre los sistemas existentes hay ya una gran variedad de títulos: Maestro Artista (Francia), Depositario de la Tradición de Artes y Oficios Populares (República Checa), Tesoro Nacional Vivo (República de Corea), Depositario de un Bien Cultural Inmaterial Importante (Japón y República de Corea).  
(ii) El patrimonio cultural inmaterial, o patrimonio vivo, incluye los usos y expresiones, junto con los conocimientos, técnicas y valores que les son inherentes, que las comunidades y grupos reconozcan como parte integrante de su patrimonio cultural.
Este patrimonio se transmite de generación en generación, principalmente de manera oral. Es recreado constantemente en respuesta a los cambios en el entorno social y cultural. Infunde a los individuos, a los grupos y a las comunidades un sentimiento de identidad y continuidad y constituye una garantía de desarrollo sostenible.
(iii) El “patrimonio cultural inmaterial” se manifiesta en particular en los ámbitos siguientes, haciendo la salvedad de que las expresiones del patrimonio cultural inmaterial pueden pertenecer simultáneamente a varios de estos ámbitos:
“(a) tradiciones y expresiones orales, incluido el idioma como vehículo del patrimonio cultural inmaterial;  
(b) artes del espectáculo;  
(c) usos sociales, rituales y actos festivos;  
(d) conocimientos y usos relacionados con la naturaleza y el universo;
(e) técnicas artesanales tradicionales.” (Artículo 2.2)
(iv) Se entiende por salvaguardia del patrimonio cultural inmaterial:

“Las medidas encaminadas a garantizar la viabilidad del patrimonio cultural inmaterial, comprendidas la identificación, documentación, investigación, preservación, protección, promoción, valorización, transmisión –básicamente a través de la enseñanza formal y no formal– y revitalización de este patrimonio en sus distintos aspectos.” (Artículo 2.3)

## Lista de países
- Depositario de la Tradición de Artes y Oficios Populares (República Checa)[5]
- Tesoro humano vivo (Camboya)[6]
- Tesoro nacional viviente (Japón)
- Tesoro nacional viviente (Corea del Sur)
- Maestro artista (Francia)
- Artista nacional (Tailandia)
- Tesoro viviente nacional (Filipinas)
- Tesoro humano vivo (Chile)